# Осиновый хребет
Оси́новый хребе́т — горный хребет в западной части Забайкальского края России, в правобережье верховья реки Хилок.
Хребет начинается на юге, у слияния Хилка с его правым притоком рекой Хила. Общая протяжённость хребта составляет более 120 км при ширине 20—30 км. Преобладающие высоты достигают 1000—1200 м, высшая точка — гора Ундыген-Синяя (1445 м). Хребет сложен породами преимущественно раннепалеозойских формаций. По отношению к близлежащим рекам и озёрам хребет имеет превышения от 200 до 700 м, поэтому его склоны пологие, а на водоразделах широко распространены фрагменты исходной поверхности выравнивания. В ландшафте преобладает горная тайга.

## Топографические карты
- Лист карты N-49-XXXV. Масштаб: 1 : 200 000. Указать дату выпуска/состояния местности.
- Лист карты M-49-V Яблоново. Масштаб: 1 : 200 000. Состояние местности на 1965—1975 год. Издание 1985 г.